# Strymon dejeani
Strymon dejeani är en fjärilsart som beskrevs av Riley 1939. Strymon dejeani ingår i släktet Strymon och familjen juvelvingar. Inga underarter finns listade i Catalogue of Life.